# 黑龙江百里香
黑龙江百里香（学名：Thymus amurensis）是唇形科百里香属的植物。分布于俄罗斯以及中国大陆的黑龙江等地，多生于砾石坡地上，目前尚未由人工引种栽培。